# Olšová vrata
Olšová vrata este o arie protejată (arie specială de conservare — SAC, sit de importanță comunitară — SCI) din Republica Cehă întinsă pe o suprafață de 46,13 ha, integral pe uscat.

## Localizare
Centrul sitului Olšová vrata este situat la coordonatele 50°12′54″N 12°55′31″E / 50.215°N 12.925278°E.

## Înființare
Situl Olšová vrata a fost declarat sit de importanță comunitară în aprilie 2005 pentru a proteja 1 specie de animale. Situl a fost protejat și ca arie specială de conservare în iulie 2012.

## Biodiversitate
Situată în ecoregiunea continentală, aria protejată nu include niciun habitat protejat.
La baza desemnării sitului se află o specie protejată de  mamifere: popândău (Spermophilus citellus).